# Selección femenina de voleibol de Cuba
El equipo nacional de voleibol femenino de Cuba es el equipo nacional de Cuba.
El seleccionado tuvo su debut olímpico en 1972, donde finalizó en el sexto puesto, misma posición que alcanzarían en los dos Juegos Olímpicos siguientes. En 1978 se convirtieron en el primer equipo en romper el dominio de Japón y la URSS en el voleibol femenino mundial al ganar el Campeonato Mundial de Voleibol femenino de ese año. El equipo formó parte del boicot a los Juegos Olímpicos de 1984 y tampoco participó en los Juegos Olímpicos de Seúl 1988, pero a partir de la última década del siglo XX (1991-2000) dominó el mundo del voleibol femenino al ganar ocho títulos mundiales FIVB en forma consecutiva (Copa Mundial en 1991, los Juegos Olímpicos de Barcelona en 1992, el 12 Campeonato Mundial en 1994, la Copa Mundial de 1995, los Juegos Olímpicos de Atlanta en 1996, el Campeonato Mundial de 1998, la Copa Mundial de 1999 y los Juegos Olímpicos de Sídney en 2000).
Aquel equipo multiganador fue apodado Morenas del Caribe, y varias de sus integrantes fueron admitidas al salón de la fama de la FIVB: Regla Torres en 2001, Mireya Luis en 2004, Magalys Carvajal (2011), Mirka Francia (2019), Taismary Agüero (2021) y Yumilka Ruiz en 2023. Regla Torres, además, fue nombrada por la FIVB como «mejor jugadora del siglo XX» en el año 2001. El entrenador de aquel equipo, Eugenio George, fue destacado por la FIVB como «mejor entrenador del siglo XX», a la vez que también ingresó al salon de la fama FIVB.
Si bien la selección obtuvo la medalla de bronce en los Juegos Olímpicos de Atenas 2004 y un segundo puesto en el Grand Prix de 2008, desde entonces no ha vuelto al podio en campeonatos mundiales o Juegos Olímpicos, no logrando siquiera clasificar a las citas de Londres 2012, Río 2016 y Tokio 2020.

## Palmarés
| Año    | Juegos                        | Anfitrión | Subcampeón       | 3° Puesto       |
| ------ | ----------------------------- | --------- | ---------------- | --------------- |
| 1978   | 8° Campeonato Mundial         | URSS      | Japón            | Unión Soviética |
| 1989   | 5° Copa Mundial               | Japón     | Unión Soviética  | China           |
| 1991 # | 6° Copa Mundial               | Japón     | China            | Unión Soviética |
| 1992 # | Juegos Olímpicos de Barcelona | España    | Equipo Unificado | Estados Unidos  |
| 1994 # | 12° Campeonato Mundial        | Brasil    | Brasil           | Rusia           |
| 1995 # | 7° Copa Mundial               | Japón     | Brasil           | China           |
| 1996 # | Juegos Olímpicos de Atlanta   | USA       | China            | Brasil          |
| 1998 # | 13° Campeonato Mundial        | Japón     | China            | Rusia           |
| 1999 # | 8° Copa Mundial               | Japón     | Rusia            | Brasil          |
| 2000 # | Juegos Olímpicos de Sídney    | Australia | Rusia            | Brasil          |

# - 8 títulos mundiales consecutivos en la década de 1990 (Campeonato Mundial de Voleibol, Copa del Mundo, Juegos Olímpicos)

## Resultados

### Juegos Olímpicos
- 1964 — No participó
- 1968 — No participó
- 1972 — 6° Puesto
- 1976 — 6° Puesto
- 1980 — 6° Puesto
- 1984 — No participó
- 1988 — No participó
- 1992 —  Medalla de Oro
- 1996 —  Medalla de Oro
- 2000 —  Medalla de Oro
- 2004 —  Medalla de Bronce
- 2008 — 4° Puesto
- 2012 — No participó
- 2016 — No participó
- 2021 — No obtuvo la clasificación

### Campeonato mundial
- 1952 — No compitió
- 1956 — No compitió
- 1960 — No compitió
- 1962 — No compitió
- 1967 — No compitió
- 1970 — 8.° Puesto
- 1974 — 7.° Puesto
- 1978 —  Medalla de Oro
- 1982 — 5.° Puesto
- 1986 —  Medalla de Plata
- 1990 — 4.° Puesto
- 1994 —  Medalla de Oro
- 1998 —  Medalla de Oro
- 2002 — 5.° Puesto
- 2006 — 7.° Puesto
- 2010 — 12.° Puesto
- 2014 — 21.° Puesto
- 2018 — 22.° Puesto
- 2022 — No clasificó

### Copa Mundial
- 1973 — 5° Puesto
- 1977 —  Medalla de Plata
- 1981 — 6° Puesto
- 1985 —  Medalla de Plata
- 1989 —  Medalla de Oro
- 1991 —  Medalla de Oro
- 1995 —  Medalla de Oro
- 1999 —  Medalla de Oro
- 2003 — 6° Puesto
- 2007 — 4° Puesto
- 2011 — No clasificó

### Grand Prix
- 1993 —  Medalla de Oro
- 1994 —  Medalla de Plata
- 1995 —  Medalla de Bronce
- 1996 —  Medalla de Plata
- 1997 —  Medalla de Plata
- 1998 —  Medalla de Bronce
- 1999 — 5° Puesto
- 2000 —  Medalla de Oro
- 2001 — 4° Puesto
- 2002 — 7° Puesto
- 2003 — 11° Puesto
- 2004 — 4° Puesto
- 2005 — 4° Puesto
- 2006 — 4° Puesto
- 2007 — 7° Puesto
- 2008 —  Medalla de Plata
- 2009 — No participó
- 2010 — No participó
- 2011 — 11° Puesto
- 2012 — 6° Puesto
- 2013 — 19° Puesto
- 2014 — 20° Puesto

### Gran Copa de Campeones
- 1993 —  Medalla de Oro
- 1997 —  Medalla de Plata

## Equipo actual
La siguiente es la lista de  Cuba en el 2017
Director Técnico: Juan Carlos Gala
| N.º | Nombre              | Cumpleaños           | Altura  | Peso  | Ataque  | Bloque  | Posición | Club 2017        |
| --- | ------------------- | -------------------- | ------- | ----- | ------- | ------- | -------- | ---------------- |
| 2   | Regla Gracia        | 28/05/1993 (31 años) | 1.77 cm | 67 kg | 3.01 cm | 2.82 cm | Punta    | Deportivo Jaamsa |
| 3   | Alena Rojas         | 09/08/1992 (32 años) | 1.86 cm | 76 kg | 3.20 cm | 3.05 cm | Central  | La Habana        |
| 4   | Melissa Vargas      | 16/10/1999 (25 años) | 1.94 cm | 78 kg | 2.44 cm | 2.42 cm | Opuesta  | Cienfuegos       |
| 5   | Yamila Hernández    | 08/11/1992 (32 años) | 1.82 cm | 69 kg | 3.01 cm | 2.85 cm | Armadora | La Habana        |
| 6   | Daymara Lescay      | 05/09/1992 (32 años) | 1.84 cm | 72 kg | 3.08 cm | 2.90 cm | Central  | Deportivo Jaamsa |
| 10  | Emily Borrell       | 19/02/1992 (33 años) | 1.67 cm | 55 kg | 2.70 cm | 2.60 cm | Libero   | Villa Clara      |
| 11  | Gretell Moreno      | 30/01/1998 (27 años) | 1.83 cm | 68 kg | 2.87 cm | 2.80 cm | Armadora | Granma           |
| 12  | Dairilys Cruz       | 12/09/1990 (34 años) | 1.83 cm | 65 kg | 3.10 cm | 3.05 cm | Opuesta  | Villa Clara      |
| 14  | Dayami Sánchez      | 14/03/1994 (31 años) | 1.88 cm | 64 kg | 3.14 cm | 3.02 cm | Punta    | La Habana        |
| 17  | Heidy Casanova      | 06/11/1998 (26 años) | 1.84 cm | 78 kg | 2.44 cm | 2.40 cm | Central  | La Habana        |
| 18  | Sulian Matienzo (C) | 14/12/1994 (30 años) | 1.78 cm | 75 kg | 2.32 cm | 2.30 cm | Punta    | La Habana        |
| 19  | Jennifer Álvarez    | 19/11/1993 (31 años) | 1.84 cm | 72 kg | 3.10 cm | 2.94 cm | Punta    | Cienfuegos       |

## Escuadras
- 1976 — 5° lugar

- Nelly Barnet, Evelina Borroto, Ana Díaz, Ana María García, Miriam Herrera, Mercedes Pérez, Mercedes Pomares, Mercedes Roca, Melanea Tartabull, Imilsis Téllez, Lucila Urgelles y Claudina Villaurrutia. Entrenador: Eugenio George Lafita.